# Bromphloroglucin
Bromphloroglucin ist eine aromatische chemische Verbindung, die zur Stoffgruppe der Phenole gehört. Sie wurde aus einer Alge, Rhabdonia verticillata, isoliert.

## Darstellung

Herstellung von Bromphloroglucin über Tribromphloroglucin als Zwischenprodukt

Bromphloroglucin kann aus 2,4,6-Trihydroxybenzoesäure durch Bromierung und anschließende Decarboxylierung hergestellt werden.

Herstellung von Bromphloroglucin

Die Herstellung aus Phloroglucin mit Tribromphloroglucin als Zwischenprodukt liefert als Nebenprodukt Dibromphloroglucin (Schmelzpunkt bei 170,8 °C), das nur schwer vom Bromphloroglucin zu trennen ist.

## Nachweis
Zum analytischen Nachweis kann durch Methylierung Bromphloroglucintrimethylether hergestellt werden, dessen Schmelzpunkt bei 99 °C liegt.

## Externe Links zu erwähnten Verbindungen
1. ↑  Externe Identifikatoren von bzw. Datenbank-Links zu Dibromphloroglucin:  CAS-Nr.: 84743-75-9, PubChem: 14339091, Wikidata: Q105256789.
2. ↑  Externe Identifikatoren von bzw. Datenbank-Links zu Bromphloroglucintrimethylether:  CAS-Nr.: 1131-40-4, PubChem: 70802, Wikidata: Q81989532.